# Izmir (prowincja)
Prowincja Izmir (tur. İzmir Ili) – jednostka administracyjna w zachodniej Turcji, położona nad Morzem Egejskim. W starożytności ta część Azji Mniejszej nosiła nazwę Jonii i zamieszkiwana była przez greckich Jonów. W XIV wieku prowincja została zajęta przez Turków. W 1919 roku Grecja anektowała rejon Smyrny, ale utraciła go w wyniku przegranej wojny z Turcją. Na mocy traktatu w Lozannie miejscowa ludność grecka została wysiedlona.

## Dystrykty
Prowincja Izmir dzieli się na trzydzieści dystryktów:
| - Aliağa - Balçova - Bayındır - Bayraklı - Bergama - Beydağ - Bornova - Buca - Çeşme - Çiğli - Dikili - Foça - Gaziemir - Güzelbahçe - Karabağlar | - Karaburun - Karşıyaka - Kemalpaşa - Kınık - Kiraz - Konak - Menderes - Menemen - Narlidere - Ödemiş - Seferihisar - Selçuk - Tire - Torbalı - Urla |